# (3477) Kazbegui
(3477) Kazbegui, internationalement (3477) Kazbegi, est un astéroïde de la ceinture principale.

## Description
(3477) Kazbegui est un astéroïde de la ceinture principale. Il fut découvert le 19 mai 1979 à La Silla par Richard M. West. Il présente une orbite caractérisée par un demi-grand axe de 2,35 UA, une excentricité de 0,11 et une inclinaison de 6,7° par rapport à l'écliptique.
Il est nommé d'après le mont Kazbek qui tient son nom du village géorgien de Kazbegui, à l'est du sommet, rebaptisé Stephantsminda en 2006. Le village avait lui-même été nommé d'après le prince et poète du XIXe siècle Alexandre Kazbegui.

## Compléments